# Coelosphaera fistula
Coelosphaera fistula är en svampdjursart som beskrevs av Little 1963. Coelosphaera fistula ingår i släktet Coelosphaera och familjen Coelosphaeridae.
Artens utbredningsområde är Mexikanska golfen. Inga underarter finns listade i Catalogue of Life.